# Clot de Sallent
El Clot de Sallent és una clotada formada en una vall lateral de la Rasa del Pujol ocupada per bosc i camps de cultiu i situada a poc menys de 2 km. al NW del poble de Sallent, al municipi de Pinell de Solsonès, comarca del Solsonès.
La vall, de poc menys d'un quilòmetre de llargada, està oberta cap al SW.